# Polytrichum piliferum
Polytrichum piliferum ist ein Moos, das man in Mitteleuropa recht häufig an sandigen oder felsigen, nährstoffarmen Standorten antrifft. Im Deutschen wird das Moos auch als Glashaar-Haarmützenmoos, Glashaar-Widertonmoos oder Haartragendes Frauenhaar-Moos bezeichnet.
Das Moos besitzt eine besondere Anpassung an warme und trockene Standorte. Die mittlere Oberseite der Blättchen ist durchscheinend. Sie soll der Verlängerung der Photosynthese und der Behinderung der Verdunstung dienlich sein. Die derbwandige  Unterseite der Blättchen soll Wärmestrahlen reflektieren und so einer Aufheizung entgegenwirken. Die Haare sollen der schnellen, zusätzlichen Wasseraufnahme zuträglich sein. Die sich bei Wasserverlust zur Innenseite nach oben richtenden Blätter vermindern die Einstrahlungsfläche. So sollen die Pflanzen noch Temperaturen bis 70 °C überstehen können.

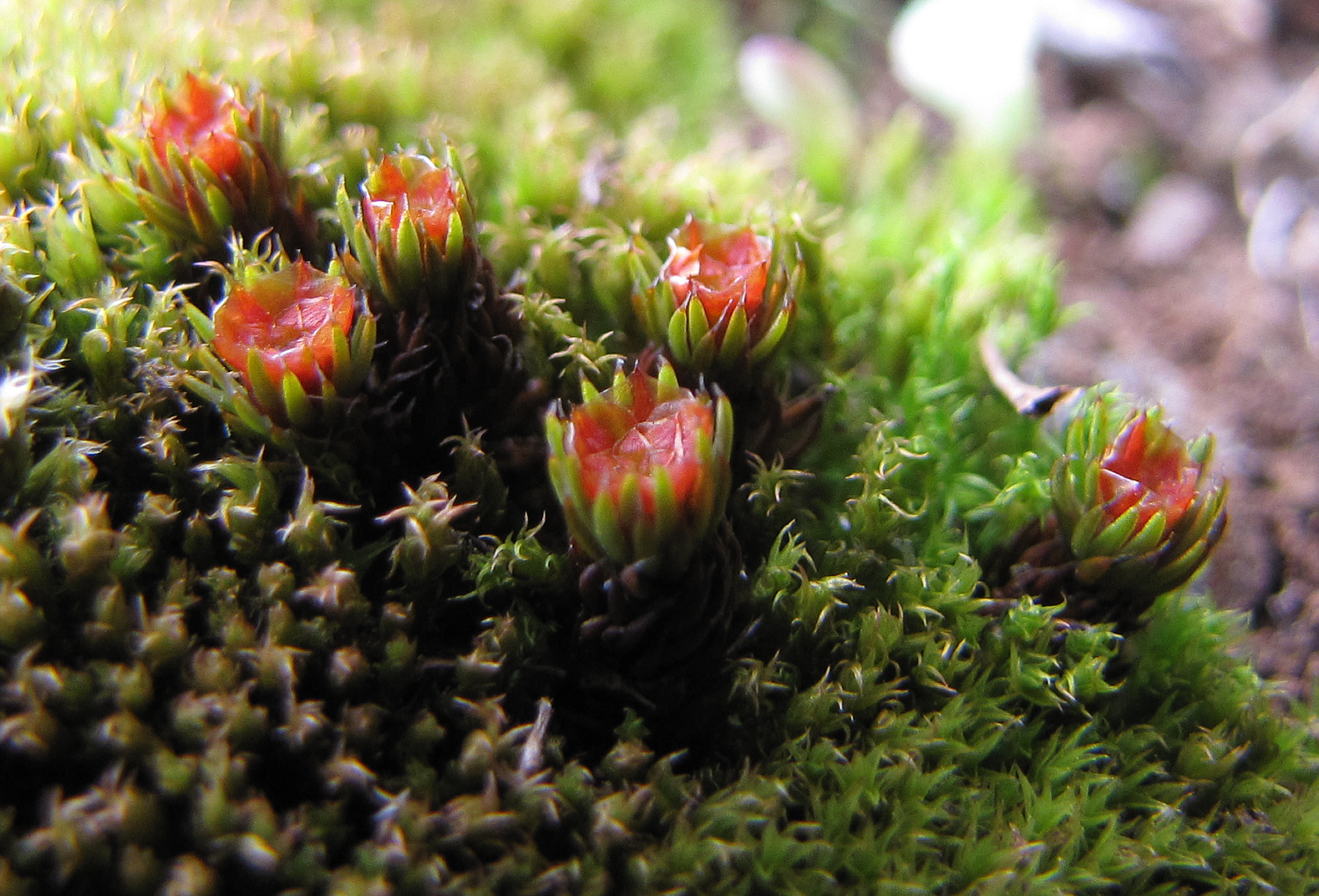
Moosblüte (Perichaetium)

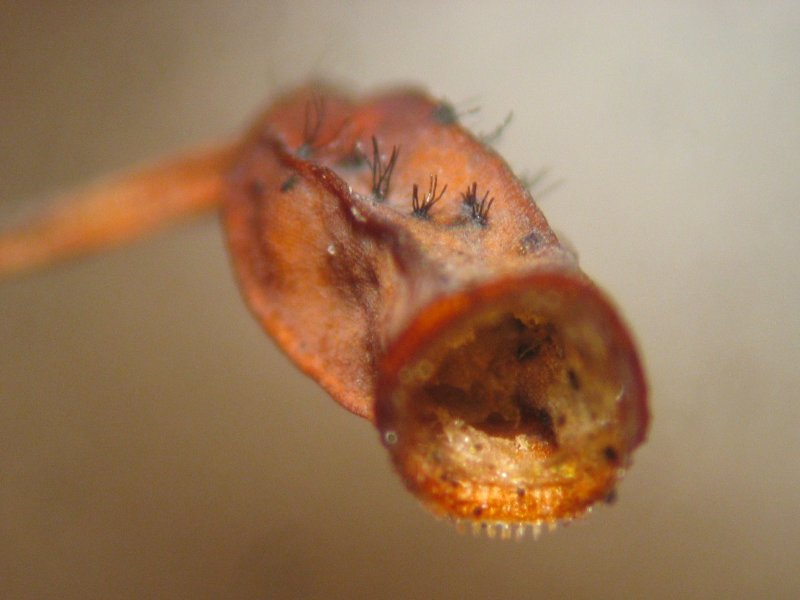
Kapsel mit Peristomzähnen

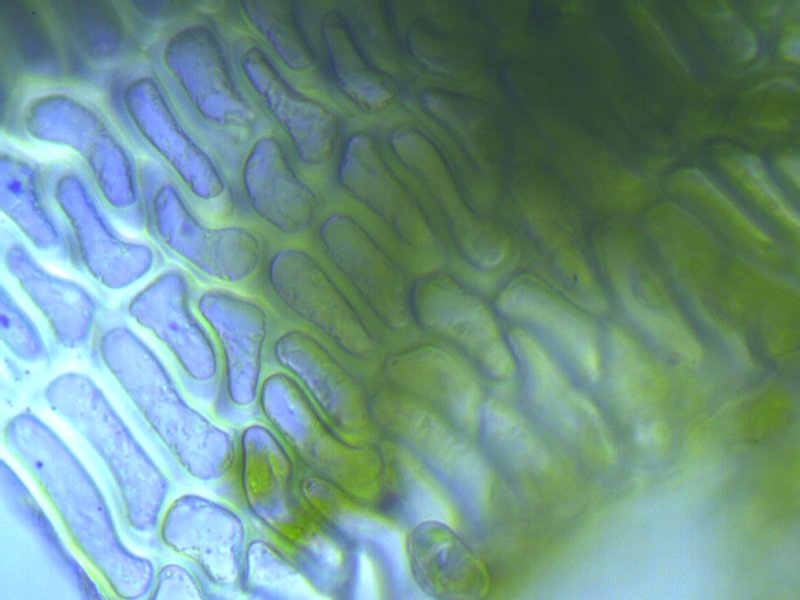
Laminazellen (Vergrößerung: 400×)

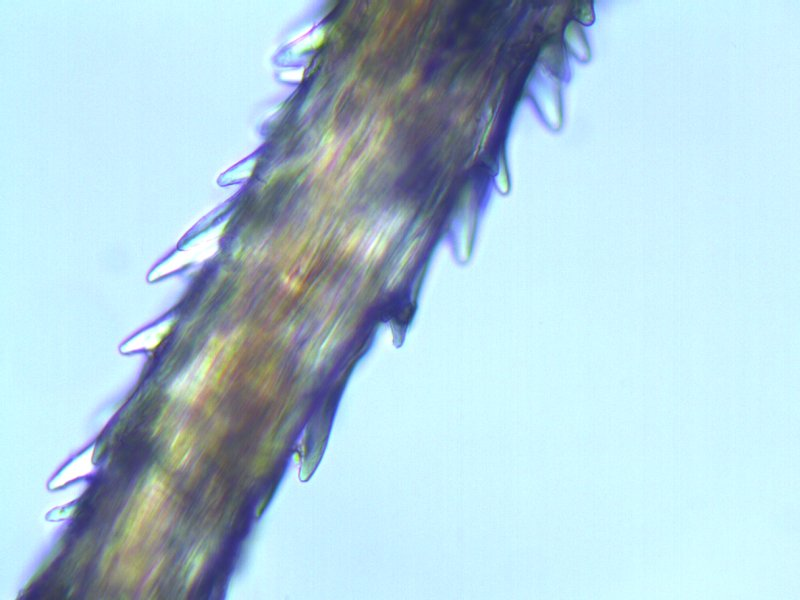
Gezähntes Glashaar (Vergrößerung: 400×)

## Beschreibung
Das Moos bildet lockere Polster. An ungünstigen Standorten stehen die einzelnen Pflänzchen auch in einigem Abstand zueinander. Sie erreichen Höhen von meist deutlich unter 3 cm. Nur in Ausnahmefällen werden sie größer. Oft sind die Polster auffällig blaugrün, es kommen jedoch auch reingrüne oder braungrüne Pflanzen vor.
Die Art ist zwar nicht rhizoidfilzig, aber die Rhizoide im Boden sind gut entwickelt und können über lange Zeit neue Sprosse bilden. Dies ist eine Anpassung vor allem an sandige Standorte.
Wie alle Arten der Gattung besitzen die Blätter einen bis auf die Mittelrippe wasserhellen Scheidenteil und eine lanzettliche, derbe Spitze. Die Spitze läuft hier in ein Glashaar aus, dessen Länge sehr unterschiedlich sein kann, das aber fast stets auch mit bloßem Auge erkennbar ist. An diesem kann man die Art auch mit bloßem Auge gut von den anderen Arten der Gattung unterscheiden. Die Blattspitze ist ganzrandig, und ihre Ränder sind eingeschlagen.
Das Perichaetium, die sogenannte Moosblüte, ist bei dieser Art auffällig dunkelrot. Die Kapseln stehen auf einer bis zu 3 cm langen Seta. Sie sind vierkantig und haben einen abgesetzten Kapselhals.

## Verbreitung und Standortansprüche
Polytrichum piliferum ist kosmopolitisch verbreitet (alle Kontinente einschließlich der Antarktis). In Mitteleuropa ist es vom Flachland bis ins Hochgebirge überall verbreitet und häufig.
Es wächst vor allem an konkurrenzfreien, oft extrem nährstoffarmen Standorten, wie auf Sand oder leicht übererdeten Felsen, gerne auch auf sauren Böden. Es verträgt starke Sonneneinstrahlung sowie Trockenheit. Typische Standorte sind beispielsweise in Heiden, auf Dünen, in Sandgruben oder auf Steinblöcken an Waldrändern, Weinbergen etc.